# Elephantomyia pictithorax
Elephantomyia pictithorax är en tvåvingeart som beskrevs av Alexander 1930. Elephantomyia pictithorax ingår i släktet Elephantomyia och familjen småharkrankar. Inga underarter finns listade i Catalogue of Life.